# Aurum Hotels

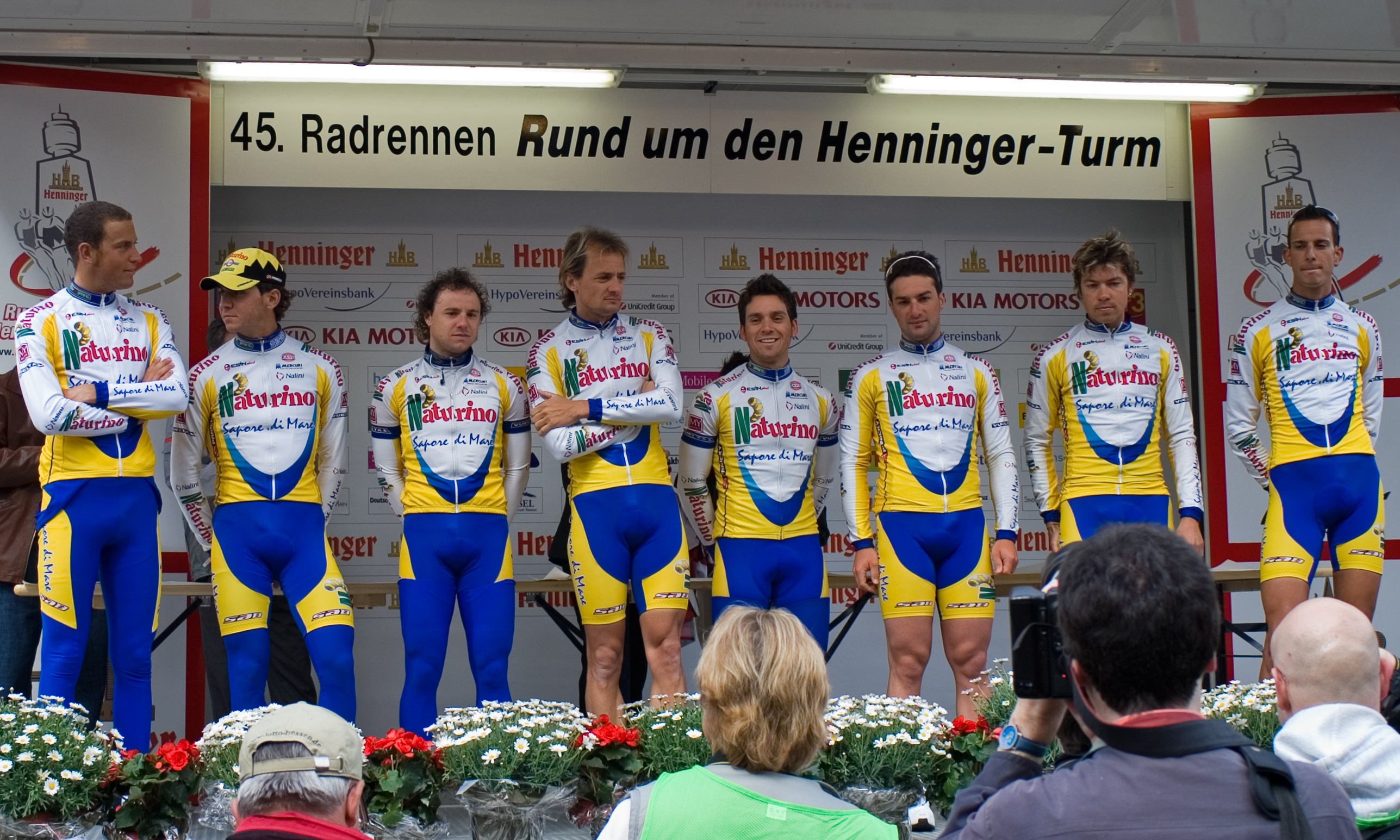
Rund um den Henninger-Turm (2006)

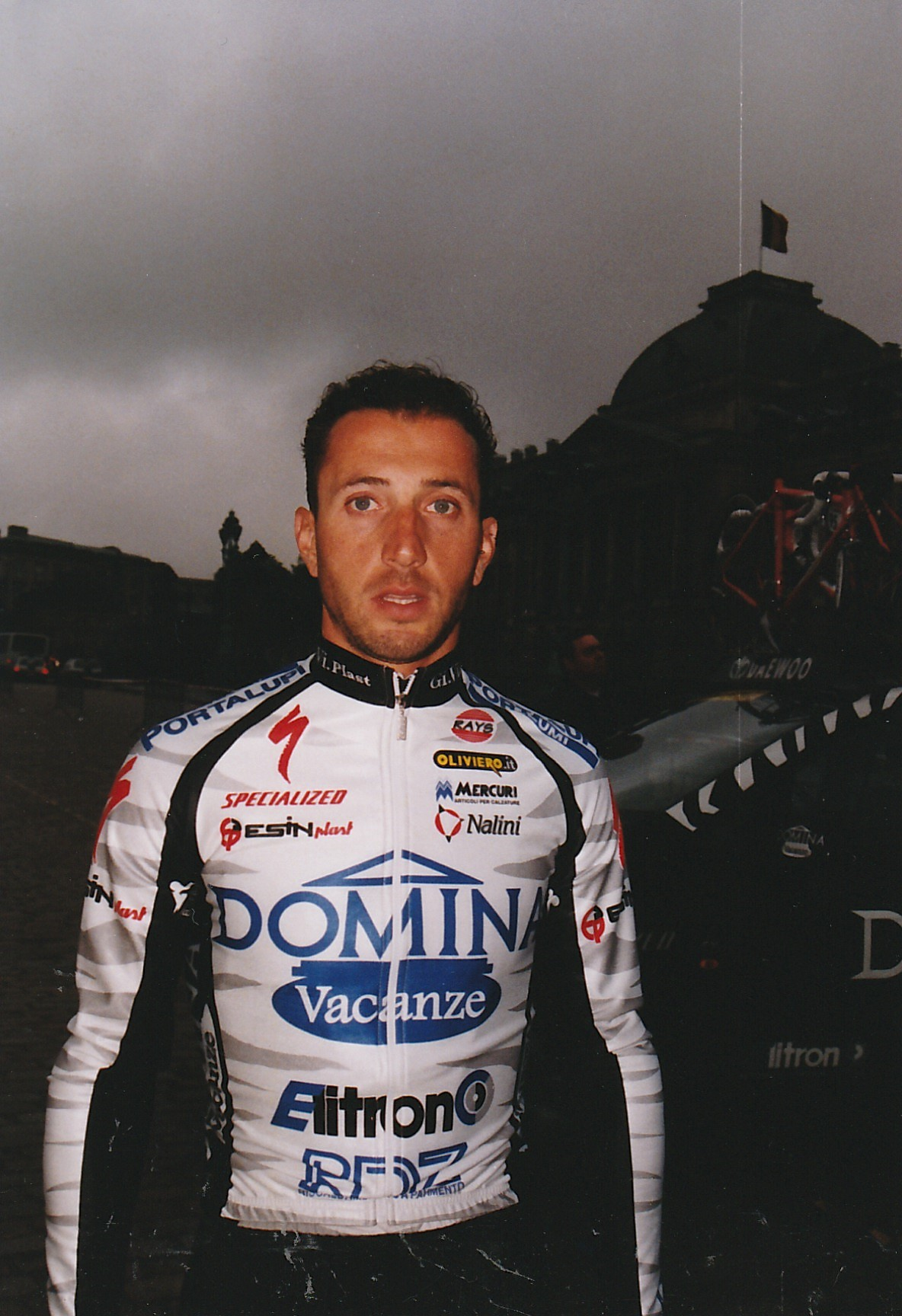
Massimo Giunti (2003)

Aurum Hotels, Cantina Tollo-Co.Bo., Cantina Tollo-Carrier-Starplast, Cantina Tollo-Alexia Alluminio, Cantina Tollo-Regain, Cantina Tollo-Acqua & Sapone, Acqua & Sapone-Cantina Tollo, Domina Vacanze-Elitron, Domina Vacanze oder Naturino-Sapore di Mare war ein italienisches Radsportteam.

## Geschichte

### Cantina Tollo (1996–2001)
1996 wurde das Team vom ehemaligen Amateur-Radfahrer Vincenzino Santoni unter slowenischer Lizenz gegründet. In seinem ersten Jahr ermöglichte das Team mehrere junge Fahrer, darunter Marco Antonio Di Renzo (der in dieser Saison eine Etappe bei der Vuelta a España gewann), Massimiliano Gentili, Paolo Valoti und Martin Hvastija, im Profisport aktiv zu werden. 1997 erwarb das Team eine italienische Lizenz und wurde erstmals zum Giro d’Italia eingeladen. 1998 wird das Team durch die Neuzugänge Serhij Hontschar, Silbermedaillengewinner im Zeitfahren Weltmeisterschaften 1997 in San Sebastián, Massimo Strazzer und Luca Mazzanti verstärkt. In der Saison 1998 beschert Hontschar dem Team mit seinem Sieg beim Zeitfahren auf der 21. Etappe beim Giro d’Italia den ersten Sieg bei der „Corsa Rosa“. 1999 wurden der Neo-Profi Danilo Di Luca, Gewinner des Baby Giro 1998, der Sprinter Nicola Minali und der Kletterer Roberto Sgambelluri verpflichtet. Im selben Jahr erfolgte auch die erste Einladung zur Tour de France, bei dem Gianpaolo Mondini eine Etappensieg gelang. 2000 kamen Simone Masciarelli als Neo-Profi und Rudolfo Massi als erfahrener Fahrer zum Team hinzu. 2001 kam Andrea Masciarelli, der Bruder von Simone Masciarelli, sowie Filippo Simeoni neu zum Team hinzu.

### Acqua & Sapone und Domina Vacanze (2002–2004)
2002 wird, neben den schwarz-weiße Radtrikots mit Zebrastreifen auch die Ankunft des Sprinters Mario Cipollini von Saeco im Team eingeführt. In diesem Jahr gewann Cipollini neben Mailand–Sanremo, sechs Etappen des Giro d’Italia, drei Etappen bei der Vuelta a España auch das Regenbogentrikot im Straßenrennen bei der Weltmeisterschaft im belgischen Zolder erreicht. Ende des Jahres wurde auch Marco Pantani von Santoni kontaktiert, um diesen gemeinsam mit dem Sponsor Mercatone Uno zum Team zu holen. Jedoch scheiterten die Verhandlungen angeblich an Bildrechten. Ab 2003 wird Domina Vacanze neuer Hauptsponsor. Im Mai gelang es Cipollini den absoluten Rekord an Etappensiegen beim Giro d’Italia, welche bis dato von Alfredo Binda mit 41 Siegen gehalten wurde, mit seinen 41. und 42. Etappensieg zu übertreffen. Der 42. und historische Sieg wurde an dem Tag errungen, an dem Domina Vacanze von der Liste der 22 Teams gestrichen wurde, die von der Amaury Sport Organisation zur Tour de France 2003 eingeladen wurden. 2004 startete die Mannschaft in der zweiten Kategorie und wurde im Juli zur Tour de France 2004 eingeladen. Hier spielte Cipollini bei den ersten Etappen keine Rolle und schied aufgrund von mehreren Stürzen zu Beginn der sechsten Etappe aus. Für Aufsehen sorgte das Verhalten von Lance Armstrong gegenüber Filippo Simeoni, welcher als Zeuge gegen den Trainer von Armstrong, Michele Ferrari, in einem Prozess auftritt. Die größten Erfolge 2004 erzielte der 25-jährige Michele Scarponi mit dem Sieg bei Settimana Ciclistica Lombarda sowie den Platzierungen bei der La Flèche Wallonne (4.) und beim Lüttich–Bastogne–Lüttich (7.). Ende 2004 beschloss Domina Vacanze das Team zu verlassen, um sich Gianluigi Stangas Team anzuschließen und als Sponsor des ehemaligen De Nardi-Teams in die ProTour einzusteigen. Wegen „Vertragsverletzungen“ klagt Santoni gegen Domina Vacanze. Die Streitigkeiten werden am 13. Dezember 2004 beigelegt. Durch das vermutlich geringere Teambudget, verlassen Mario Cipollini (zu Liquigas-Bianchi) und Michele Scarponi (zu Liberty Seguros-Würth) das Team.

### Naturino-Sapore di Mare und Aurum Hotels (2005–2007)
2005 fuhr das Team mit schweizerischer Lizenz und es wurde Francesco Casagrande in Team geholt. Für Siege sorgte jedoch Murilo Fischer, welcher bei Gran Premio Bruno Beghelli, bei der Gran Piemonte und der UCI Europe Tour erfolgreich war. Ab 2006 fuhr das Team wieder mit einer Italienischen Lizenz. Es konnten lediglich zwei Siege erzielt werden sowie ein zweiter Platz beim Circuit de Lorraine und ein dritter Platz bei der Internationale Friedensfahrt. 2007 übernahm die tyrrhenische Hotelkette Aurum Hotels das Sponsoring und das Team hatte nur eine Lizenz als Continental Team. Neben den beiden Siegen konnte noch der dritte Platz bei der Settimana Internazionale Coppi e Bartali und ein vierter Platz bei der Settimana Ciclistica Lombarda erwirkt werden. Im August 2007 ordnete ein Gericht in Fermo die vorsorgliche Beschlagnahme der Vermögenswerte der Betreiberfirma Blue Sea Services LLC an. Anschließend wurde das Team aufgelöst.

## Tragische Ereignisse
Ein schwarzer Tag in der Geschichte des Teams war der 15. Juni 2005, als der 37-jährige Radrennfahrer Alessio Galletti beim spanischen Eintagesrennen Subida al Naranco durch einen Herzstillstand ums Leben kam. Ein weiterer Schicksalsschlag traf das Team im November 2006, als Paul Crake bei einer Etappe der Tour of Southland von einer Windböe erfasst wurde, schwer stürzte, sich eine schwere Wirbelsäulenverletzung zu zog und eine Querschnittlähmung erlitt.

## Erfolge
1996
- eine Etappe Vuelta a España
- Gesamtwertung und drei Etappen Slowenien-Rundfahrt
- zwei Etappen Portugal-Rundfahrt
- eine Etappe Asturien-Rundfahrt
- eine Etappe Settimana Internazionale Coppi e Bartali
- Clásica Alcobendas

1997
- Grand Prix des Nations
- Grand Prix Kranj
- drei Etappen Circuito Montañés
- eine Etappe Dänemark-Rundfahrt
- eine Etappe Regio-Tour

1998
- eine Etappe Giro d’Italia
- Chrono des Herbiers
- Grand Prix Kranj
- GP de Fourmies
- zwei Etappen Schweden-Rundfahrt
- eine Etappe Valencia-Rundfahrt
- eine Etappe Niederlande-Rundfahrt
- eine Etappe Vier Tage von Dünkirchen
- eine Etappe Japan-Rundfahrt
- Trofeo Pantalica
- Tour de Vendée
- Schwedischer Meister – Straßenrennen
- Ukrainische Meister – Einzelzeitfahren

1999
- eine Etappe Tour de France
- Gran Premio Industria e Commercio di Prato
- zwei Etappen Tour de Langkawi
- zwei Etappen Japan-Rundfahrt
- eine Etappe Polen-Rundfahrt
- eine Etappe Vier Tage von Dünkirchen
- eine Etappe Slowenien-Rundfahrt
- Giro della Provincia di Siracusa

2000
- eine Etappe Giro d’Italia
- eine Etappe Vuelta a España
- Trofeo Pantalica
- Omloop Vlaamse Scheldeboorden
- Giro d’Oro
- Gran Premio Industria & Artigianato
- zwei Etappen Baskenland-Rundfahrt
- eine Etappe Tour de Langkawi
- eine Etappe Setmana Catalana de Ciclisme
- eine Etappe Grand Prix Midi Libre
- eine Etappe Österreich-Rundfahrt

2001
- Lombardei-Rundfahrt
- eine Etappe Giro d’Italia
- zwei Etappen Vuelta a España
- Clásica Alcobendas
- eine Etappe Tour de Langkawi
- eine Etappe Setmana Catalana de Ciclisme
- eine Etappe Asturien-Rundfahrt
- eine Etappe Trofeo dello Scalatore
- Ukrainische Meister – Straßenrennen

2002
- sieben Etappen und  Punktewertung Giro d’Italia
- vier Etappen Vuelta a España
- Mailand–Sanremo
- Gent–Wevelgem
- zwei Etappen Tour de Romandie
- zwei Etappen Mittelmeer-Rundfahrt
- zwei Etappen Österreich-Rundfahrt
- eine Etappe Asturien-Rundfahrt
- eine Etappe Regio-Tour
- eine Etappe Setmana Catalana de Ciclisme
- eine Etappe Tirreno–Adriatico
- eine Etappe Euskal Bizikleta
- eine Etappe Aragon-Rundfahrt

2003
- drei Etappen Giro d’Italia
- eine Etappe Vuelta a España
- Gesamtwertung und eine Etappe Brixia Tour
- zwei Etappen Tirreno–Adriatico
- eine Etappe Mittelmeer-Rundfahrt
- eine Etappe Settimana Internazionale Coppi e Bartali
- eine Etappe Valencia-Rundfahrt
- eine Etappe Polen-Rundfahrt
- eine Etappe Vuelta a Castilla y León
- eine Etappe Giro d’Abruzzo
- Trofeo Pantalica
- Italienischer Meister – Einzelzeitfahren

2004
- Gesamtwertung und zwei Etappen Settimana Ciclistica Lombarda
- Gesamtwertung und eine Etappe Internationale Friedensfahrt
- eine Etappe Settimana Internazionale Coppi e Bartali
- eine Etappe Mittelmeer-Rundfahrt
- eine Etappe Tour of Georgia
- eine Etappe Bayern-Rundfahrt
- eine Etappe Österreich-Rundfahrt
- Giro della Provincia di Reggio Calabria
- Grand Prix de Rennes
- Stausee-Rundfahrt Klingnau
- Russischer Meister – Straßenrennen

2005
- Gesamtwertung und eine Etappe Circuit de Lorraine
- Gran Piemonte
- Gran Premio Industria e Commercio di Prato
- Gran Premio Beghelli
- vier Etappen Tour of Qinghai Lake
- zwei Etappen Uniqa Classic
- Memorial Cimurri
- Trofeo Citta' di Castelfidardo
- eine Etappe Österreich-Rundfahrt
- eine Etappe Euskal Bizikleta

2006
- Gran Premio Beghelli
- eine Etappe Settimana Ciclistica Lombarda

2007
- Gesamtwertung und eine Etappe Giro d’Abruzzo

## Bekannte Fahrer
- Martin Hvastija (1996–1998)
- Uwe Peschel (1997)
- Serhij Hontschar (1998)
- Gilberto Simoni (1998)
- Marcus Ljungqvist (1998–1999)
- Luca Mazzanti (1998–1999)
- Bo Hamburger (1999)
- Paolo Bossoni (1999–2000)
- Danilo Di Luca (1999–2001)
- Ruggero Marzoli (1999–2001)
- Andrea Tonti (1999–2001)
- Sergei Jakowlew (2001)
- Miguel Ángel Martín Perdiguero (2001–2003)
- Massimiliano Gentili (1996–2002)
- Massimo Giunti (1998–2002)
- Guido Trenti (1998–2002)
- Gabriele Colombo (1999–2007)
- Simone Masciarelli (2001–2002)
- Filippo Simeoni (2001–2007)
- Alessandro Spezialetti (2001)
- Daniele Bennati (2002–2003)
- Giovanni Lombardi (2002–2004)
- Mario Cipollini (2002–2004)
- Alexander Kolobnew (2002–2004)
- Michele Scarponi (2002–2004)
- Andris Naudužs (2004–2005)
- Murilo Fischer (2004–2006)
- Andrus Aug (2004)